# Hayk Demoyan
Hayk Demoyan (en arménien : Հայկ Դեմոյան), né le 26 août 1975 à Gyumri, est une personnalité arménienne, directeur du musée du génocide de Tsitsernakaberd, docteur en Histoire et responsable du comité d'organisation des commémorations du centième anniversaire du génocide arménien.